# Pseudagrion malgassicum
Pseudagrion malgassicum är en trollsländeart som beskrevs av Fraser 1949. Pseudagrion malgassicum ingår i släktet Pseudagrion och familjen dammflicksländor. Inga underarter finns listade i Catalogue of Life.